# Aranuka
Aranuka is een driehoekig atol behorend bij de Gilberteilanden in Kiribati. Het bevindt zich net ten noorden van de evenaar. Aranuka is 11,6 km² groot en herbergde in 2010 1.057 inwoners. In lokale traditie is Aranuka het centrale eiland van de Gilberteilanden.